# Haemagogus
 Haemagogus  es un género de mosquitos de la familia Culicidae. Se halla principalmente en Centroamérica y norte de Sudamérica (incluye Trinidad), aunque varias especies habitan áreas forestales de  Brasil y de Paraguay, cubriendo también el norte de Argentina. En la región del Estado de Río Grande del Sur de Brasil, una especie, H. leucocelaenus, ha sido hallada con el virus de la fiebre amarilla. Varias de sus especies tienen una tonalidad distintiva metálica.
Varias de sus especies son vectores en la transmisión de "fiebre amarilla de la jungla"  que es frecuentemente transportada por monos en el dosel arbóreo selvático. Haemagogus spp. también llevan el virus Mayaro y el virus Ilhéus. Como estos mosquitos, en general, tienen vidas relativamente largas, pueden transmitir virus por largos periodos. 
Viven en el dosel del bosque donde la hembra pone sus huevos entre la corteza de los árboles o en bambúes cortados; adhiriéndose a sus superficies, y cuando se sumergen en el agua de lluvia rápidamente eclosionan para desarrollarse en larva.
El género Haemagogus, Williston es una de las más importantes entre los Culicidae por el papel que desempeñan algunos de sus miembros como transmisores del virus de la fiebre amarilla en las selvas sudamericanas. Estos mosquitos fueron incriminados originalmente por Antunes & Whitman en el año de 1937, luego de varios experimentos para comprobarlo, quedando definitivamente establecido su papel de vectores de la fiebre amarilla selvática en el Brasil 1938 por Shannon, Whitman & Franca en el Brasil. 

## Especies
Haemagogus acutisentis Arnell, 1973; 
Haemagogus aeritinctus Galindo & Trapido, 1967; 
Haemagogus albomaculatus Theobald, 1903; 
Haemagogus anastasionis Dyar, 1921; 
Haemagogus andinus Osorno-Mesa, 1944; 
Haemagogus argyromeris Dyar & Ludlow, 1921; 
Haemagogus baresi Cerqueira, 1960; 
Haemagogus boshelli Osorno-Mesa, 1944;         
Haemagogus capricornii Lutz, 1904; 
Haemagogus celeste Dyar & Nunez Tovar, 1926;             
Haemagogus chalcospilans Dyar, 1921; 
Haemagogus chrysochlorus Arnell, 1973;          
Haemagogus clarki Galindo & Carpenter, 1952; 
Haemagogus iridicolor Dyar, 1921;              
Haemagogus janthinomys Dyar, 1921; 
Haemagogus leucocelaenus Dyar & Shannon, 1924;        
Haemagogus leucophoebus Galindo & Carpenter, 1952; 
Haemagogus leucotaeniatus Komp, 1938;   
Haemagogus lucifer Howard, Dyar & Knab, 1912; 
Haemagogus mesodentatus Komp & Kumm, 1938;   
Haemagogus nebulosus Arnell, 1973; 
Haemagogus panarchys Dyar, 1921; 
Haemagogus regalis Dyar & Knab, 1906; 
Haemagogus soperi Levi-Castillo, 1955; 
Haemagogus spegazzinii Brethes, 1912; 
Haemagogus splendens Williston, 1896; 
Haemagogus tropicalis Cerqueira & Antunes, 1938

## Epidemias de fiebre amarilla conHaemagogusspp.
El descubrimiento de monos enfermos Alouatta seniculus por dos científicos del Trinidad Regional Virus Laboratory, (hallándolos sufriendo de fiebre amarilla) en 1953 proveyó una primera indicación de que esta fiebre aún era endémica en Trinidad aunque no se había reportado ningún caso en Trinidad desde un brote en 1914. 
Se descubre que una forma de la enfermedad "fiebre amarilla de la jungla" era mantenida por monos Alouatta seniculus insulanus Elliot dando un reservorio continuo para la enfermedad y su expansión por el mosquito Haemagogus s. spegazzini normalmente en regiones selváticas húmedas, tanto a nivel del terreno como hasta en la cima arbórea. 
Después que el gobierno taló enormes zonas de bosque nativo, la fiebre amarilla se aisló de un paciente de Cumaca al norte de la región en 1954. Así se propagó a humanos y agregándose su transmisión por los mosquitos Aedes aegypti.  
De muestras de sangre de 4.500 sujetos a fines de 1953 y principios de 1954, se chequeó para detectar la presencia de una enorme variedad de virus conocidos. Encima del 15% mostró anticuerpos a la fiebre amarilla, y más casos humanos rápidamente siguieron apareciendo. Se emitieron alertas de una epidemia inminente; y Downs & Hill comenzaron un programa de inoculación de la vacuna. Las autoridades de Trinidad continuaron una campaña de gran escala de vacunación y con intensas medidas anti-aegypti incluyendo  educación, inspecciones regulares para erradicar sitios de reproducción, y asperjando residencias con DDT. A pesar de estas medidas, y de que se estimó en un 80% de la población de Puerto España era inmune a la fiebre amarilla y al dengue, numerosos nuevos casos se reportaron. Probablemente si no se hubieran tomado la s medidas sanitarias, se hubiera desarrollado una epidemia severa en Trinidad.
Se realizó un intento de hacer una cuarentena total de la isla justo antes de la Navidad de 1954,  pero fue inútil porque la enfermedad se expandió a la cercana Venezuela y de allí, a Centroamérica y luego al sur de México, probablemente matando a varios miles de personas en tal proceso infeccioso.
En 1998 una epidémia de fiebre amarilla mató multitud de monos Alouatta seniculus cerca de la ciudad de Altamira en el este de Amazonia, en Brasil; donde el virus se aisló de especímenes de Haemagogus janthinomys.